# Kabinett Janša I
Das Kabinett Janša I war die achte slowenische Regierung nach der Unabhängigkeit und die erste von mittlerweile drei Regierungen unter Janez Janša. Sie ergab sich aus den Mehrheitsverhältnissen der Parlamentswahl 2004 und wurde vom damaligen Präsidenten Drnovšek am 3. Dezember 2004 angelobt. Die christdemokratische Slovenska demokratska stranka (SDS) erreichte 29 % der Stimmen und löste die Liberalna demokracija Slovenije als stärkste Partei im Državni zbor ab. Unter anderem von Wachstumsraten bis zu 7 % getragen, war das Kabinett Janša I eine der stabilsten slowenischen Regierungen. Kehrseite dieses Booms war eine starke Unternehmensverschuldung, die sich in der Weltfinanzkrise rächte.
Bezüglich der Parteiangehörigkeiten setzte sich das Kabinett folgend zusammen:
- SDS: 6 Minister + zeitweise 1 Minister ohne Portfolio
- NSi: 4 Minister
- DeSUS: 1 Minister
- SLS: 2 Minister + 1 Minister ohne Portfolio
- Parteilos: Zeitweise 2 Minister

## Veränderungen gegenüber der Vorgängerregierung
Gegenüber dem Kabinett Rop wurde die Anzahl der Ministerien von 16 auf 17 erhöht.
- Das Bildungsministerium wurde in ein Unterrichtsministerium für den Schulbereich und ein Wissenschaftsministerium für den Hochschulbereich aufgeteilt.
- Das Rechtsministerium wurde in Justizministerium umbenannt.

## Minister- und Portfolioliste

### Verlauf
- Die erste Veränderung im März 2006 mit der Ablöse Jože Damjans durch den parteilosen Andrej Horvat als portfoliofreier Minister für wirtschaftliche Entwicklung.
- Ende 2006 ersetzte Marjeta Cotman Janez Drobnič als Sozialminister, da er, neben der Unzufriedenheit mit seiner Arbeit, mit Ideen zur Geburtensteigerung unangenehm aufgefallen war. In dieser Zeit stand die Koalition wegen zahlreicher Reibereien auf der Kippe.[2]
- Im Oktober 2007 kam es zu einer größeren Umbildung: Andrej Bručan resignierte als Gesundheitsminister nach zwei auf ihn zielenden Interpellation und wurde durch Zofija Mazej Kukovič ersetzt. Janez Božič wurde als Verkehrsminister durch Radovan Žerjav abgelöst und Jure Zupan als Wissenschaftsminister durch Mojca Kucler Dolinar.[3]

### Besetzung zu Legislaturende
|  | Minister | Minister             | Partei    | Portfolio                                                            | Periode                                |
|  | -------- | -------------------- | --------- | -------------------------------------------------------------------- | -------------------------------------- |
|  |          | Janez Janša          | SDS       | Ministerpräsident                                                    | 3. Dezember 2004 – 21. November 2008   |
|  |          | Karl Erjavec         | DeSUS     | Verteidigungsminister                                                | 3. Dezember 2004 – 21. November 2008   |
|  |          | Zofija Mazej Kukovič | SDS       | Gesundheitsminister                                                  | 11. September 2007 – 21. November 2008 |
|  |          | Radovan Žerjav       | SLS       | Verkehrsminister                                                     | 11. September 2007 – 21. November 2008 |
|  |          | Andrej Bajuk         | NSi       | Finanzminister                                                       | 3. Dezember 2004 – 21. November 2008   |
|  |          | Milan Zver           | SDS       | Unterrichtsminister                                                  | 3. Dezember 2004 – 21. November 2008   |
|  |          | Mojca Kucler Dolinar | NSi       | Wissenschaftsminister                                                | 1. Oktober 2007 – 21. November 2008    |
|  |          | Janez Podobnik       | SLS       | Umweltminister                                                       | 3. Dezember 2004 – 21. November 2008   |
|  |          | Andrej Vizjak        | SDS       | Wirtschaftsminister                                                  | 3. Dezember 2004 – 21. November 2008   |
|  |          | Dragotin Mate        | SDS       | Innenminister                                                        | 3. Dezember 2004 – 21. November 2008   |
|  |          | Marjeta Cotman       | NSi       | Sozialminister                                                       | 18. Dezember 2006 – 21. November 2008  |
|  |          | Dimitrij Rupel       | Parteilos | Außenminister                                                        | 3. Dezember 2004 – 21. November 2008   |
|  |          | Lovro Šturm          | NSi       | Justizminister                                                       | 3. Dezember 2004 – 21. November 2008   |
|  |          | Vasko Simoniti       | SDS       | Kulturminister                                                       | 3. Dezember 2004 – 21. November 2008   |
|  |          | Iztok Jarc           | SDS       | Landwirtschaftsminister                                              | 6. März 2007 – 21. November 2008       |
|  |          | Gregor Virant        | Parteilos | Verwaltungsminister                                                  | 3. Dezember 2004 – 21. November 2008   |
|  |          | Ivan Žagar           | SLS       | Minister ohne Portfolio für lokale Autonomie und Regionalentwicklung | 3. Dezember 2004 – 21. November 2008   |
|  |          | Žiga Turk            | SDS       | Minister ohne Portfolio für wirtschaftliche Entwicklung              | 6. März 2007 – 21. November 2008       |

### Ausgeschiedene Mitglieder
|  | Minister | Minister       | Partei         | Portfolio                                               | Periode                               |
|  | -------- | -------------- | -------------- | ------------------------------------------------------- | ------------------------------------- |
|  |          | Jure Zupan     | NSi            | Wissenschaftsminister                                   | 3. Dezember 2004 – 1. Oktober 2007    |
|  |          | Andrej Bručan  | SDS            | Gesundheitsminister                                     | 3. Dezember 2004 – 11. September 2007 |
|  |          | Janez Drobnič  | NSi            | Sozialminister                                          | 3. Dezember 2004 – 1. Dezember 2006   |
|  |          | Marija Lukačič | SDS            | Landwirtschaftsminister                                 | 3. Dezember 2004 – 6. März 2007       |
|  |          | Janez Božič    | SLS            | Verkehrsminister                                        | 3. Dezember 2004 – 11. September 2007 |
|  |          | Jože Damjan    | Parteilos      | Minister ohne Portfolio für wirtschaftliche Entwicklung | 3. Dezember 2004 – 27. März 2006      |
|  |          | Andrej Horvat  | Parteilos – SD | Minister ohne Portfolio für wirtschaftliche Entwicklung | 27. März 2006 – 6. März 2007          |

## Belege
1. ↑   Slovenia's economy next in line In: The Economist, 18. April 2012
2. ↑   Drobnič odhaja nazaj med poslance In: MMC RTV Slovenija, 30. November 2006
3. ↑   NSi predlaga Kucler Dolinarjevo In: MMC RTV Slovenija, 10. September 2007